# 特赖恩河
特赖恩河（英語：Tryon Creek）位於美国俄勒冈州，全長7.81公里，流域面積17平方公里，是威拉米特河的支流。河流自波特蘭的圖拉丁山脈內流出，大致往東南方向流動，最後與萊克奧斯韋戈市內的威拉米特河交匯。流域有超過7成的土地屬於住宅用地，其次是公園和露天場所用地。特賴恩河州立自然保護區是流域內最大的公園，範圍橫跨姆尔特诺默县和克拉克默斯縣。
流域下方的基岩是北美洲板塊在始新世期間所合併的最後一塊外來地塊。該地塊的最東面有一塊露出的玄武岩地層，它構成了特賴恩河州立自然保護區大部分地區的基礎。韋弗利山地層是區內另一塊地層，但被火山灰、岩漿、沉積物和淤泥層掩埋。博林火山區內的兩座睡火山亦佇立在流域內。
河流名稱源於19世紀中葉的拓荒者老蘇格拉底·霍奇克斯·特賴恩。在以前，河流一度流經由雪松和冷杉組成的原始森林。但在往後一世紀，俄勒岡鋼鐵公司及多間伐木公司接連砍伐區內森林，導致森林面積不斷縮小。20世紀中葉，在政府、非營利組織和公民的齊心協力下，最終成功設立特賴恩河州立自然保護區。現時流域約有37%的土地被森林覆蓋，孕育逾60種鳥類以及不同魚類、哺乳動物和兩棲動物。由於河流的細菌、總懸浮固體和養分含量過高，加上水溫超出適合魚類棲息的上限，河流水質仍有待改善。

## 流向
特賴恩河發源於5號州際公路和99W號俄勒岡州州道北側一帶，位置靠近姆爾特諾默村。河流大致往東南方向流動7.81公里（4.85英里），穿越波特蘭居民區、馬歇爾公園和特賴恩河州立自然保護區等地，最後與萊克奧斯韋戈市內的威拉米特河交匯。距離河源不遠處，特賴恩河幹流會流進三個總長度為79米（260英尺）且相距很近的涵洞，其後在地表上短暫流動，再流經位於西南30大道以下、長達49米（160英尺）的涵洞。接著，河流會流經另一條位於5號州際公路和99W公路（巴伯大道）下的涵洞，而這段涵洞長約170米（569英尺）。
墜落溪（Falling Creek）在距離河口約6.69公里（4.16英里）處從右側匯入特賴恩河。鵪鶉溪（Quail Creek）和伯靈格姆溪（Burlingame Creek）亦在稍後位置從右側匯入河流。接著，河流穿過馬歇爾公園，期間流經由一連串岩池和岩石台階組成的馬歇爾小瀑布（Marshall Cascade）。在距離河口4.31公里（2.68英里）處，河流會從右側與其最大支流阿諾德溪（Arnold Creek）匯合。合流後，河流會流進一段長約46米（150英尺）的涵洞，而該涵洞位於西南布恩斯渡輪道下方。

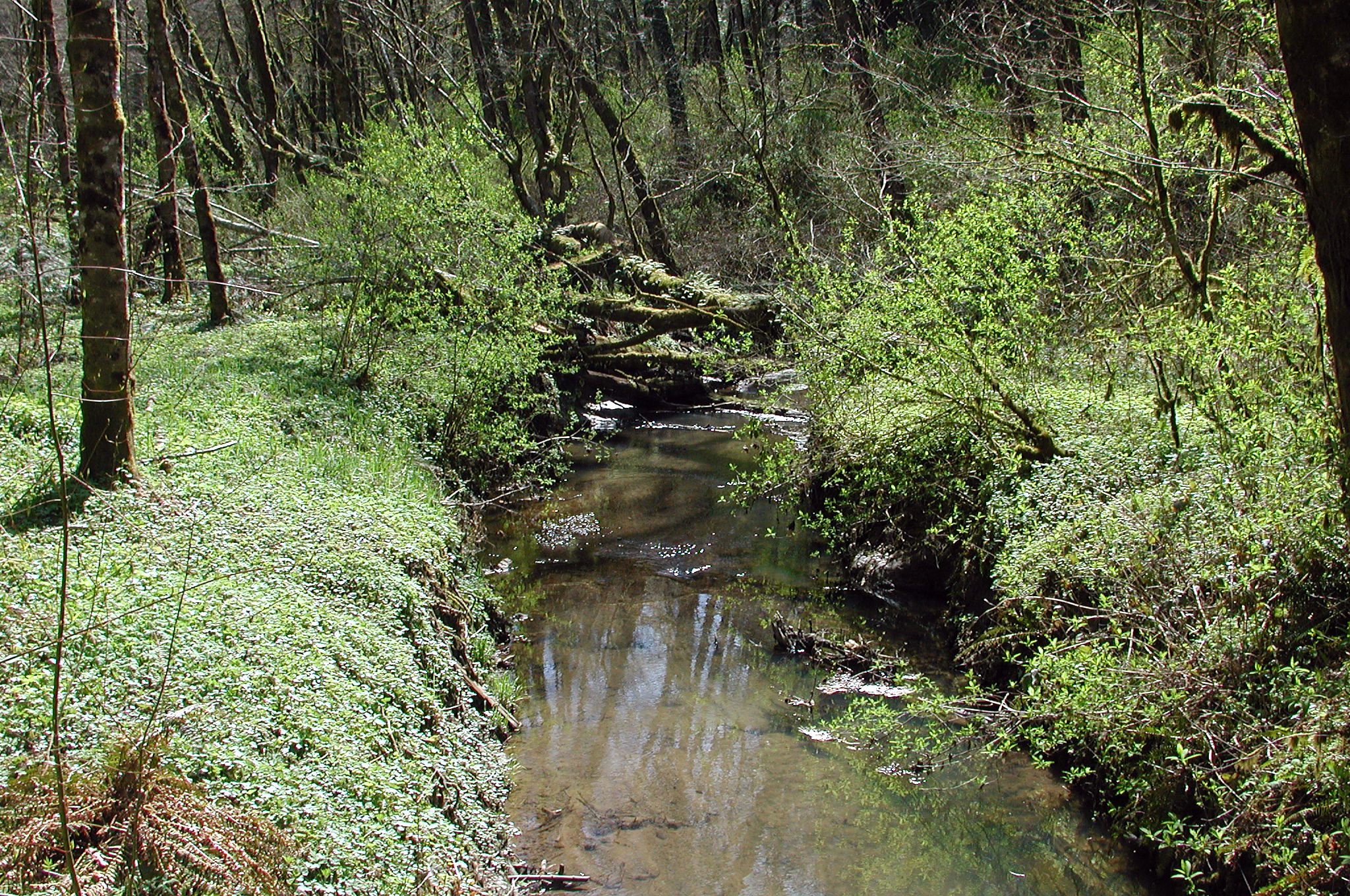
鄰近奧比橋的特赖恩河

流進特賴恩河州立自然保護區範圍後不久，特賴恩河東汊（East Fork Tryon Creek）會從左側匯入河流。此時，園內的第四大道步道會與河流左岸平行。河流繼續維持往東南方流動，途經高橋、海狸橋和奧比橋。接著，河流會與帕克溪（Park Creek）合流，再在流經紅狐橋後與紅狐溪（Red Fox Creek）匯合。當河流與左側支流帕拉丁山溪（Palatine Hill Creek）合流後，便會離開波特蘭和姆爾特諾默縣範圍，正式進入萊克奧斯韋戈和克拉克默斯縣。流經最後一條步行橋——鐵山橋後，河流會在距離河口1.71公里（1.06英里）的位置與右側支流蕁麻溪合流。接著，河流穿過美國地質調查局設在右岸的連續監測站。離開自然保護區後，河流隨即流入一段長約61米（200英尺）的涵洞，而此涵洞則位於43號俄勒岡州州道和聯合太平洋鐵路軌道之下。河流亦在此形成萊克奧斯韋戈與未建制地區布萊伍德的邊界。河流在流經位於右岸的特賴恩河污水處理廠後，便會流進威拉米特河。

### 流量
自2002年以来，美國地質調查局一直透過距離河口1.6公里（1英里）的連續監測站每日測量特賴恩河的流量。此監測站覆蓋了16.27平方公里（6.28平方英里）的土地，約佔整個流域的97%。在2002年至2013年間，該處錄得的平均流量約為0.254立方米每秒（8.96立方英尺每秒）。另外，監測站在2012年1月19日錄得9.2立方米每秒（326立方英尺每秒）的最高流量，另在2002年9月14日錄得0.0031立方米每秒（0.11立方英尺每秒）的最低流量。

## 地质

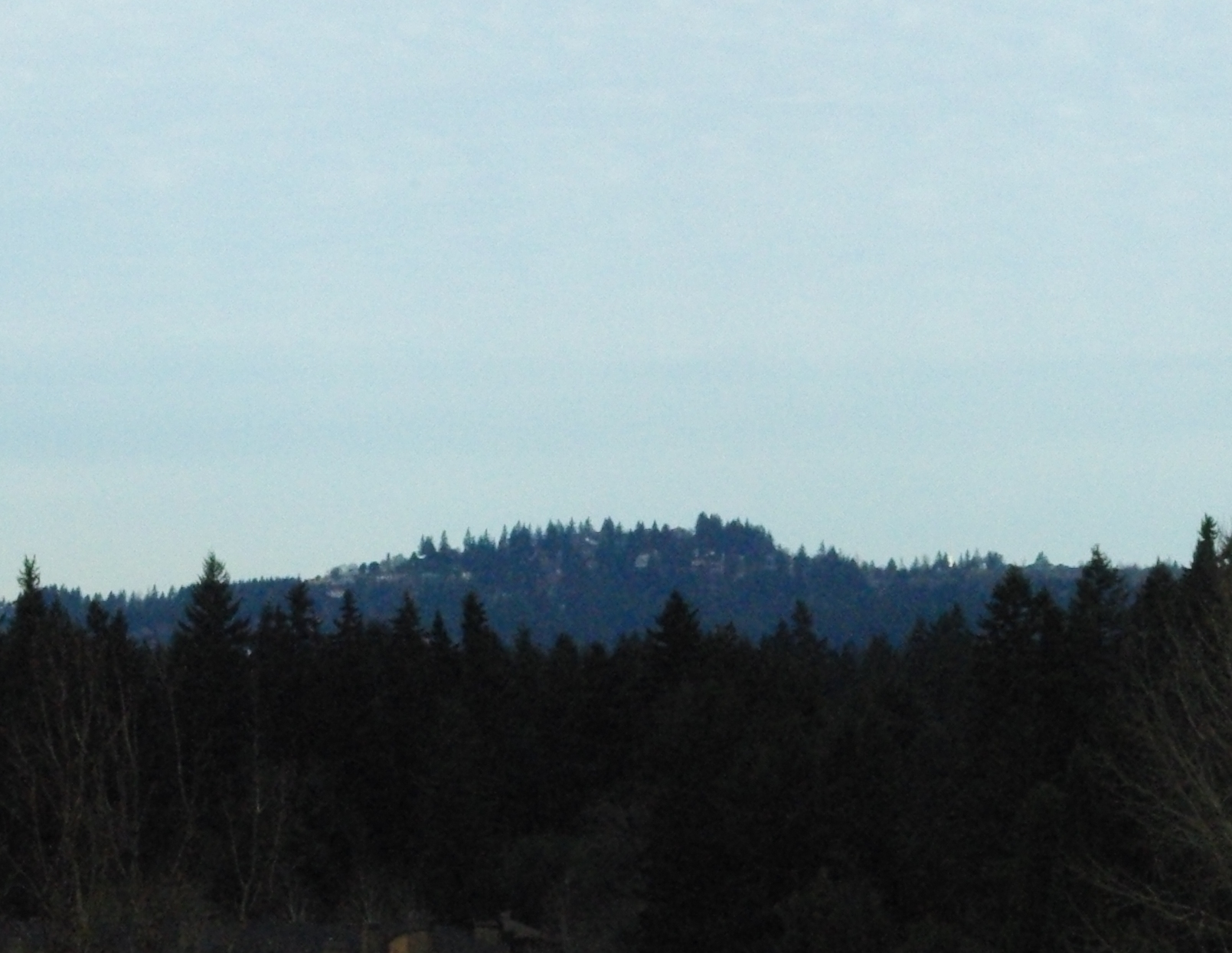
從特賴恩河流域西南部的圖拉丁遠眺西爾瓦尼亞山

一億五千萬年前，俄勒岡州並不存在。直至板塊運動把北美洲板塊與歐洲和北非板塊分開，北美洲板塊開始向西移動才逐漸形成了太平洋西北地區。數百萬年以來，北美洲板塊不斷與島嶼、礁石和其他外來地塊相互碰撞合併。始新世期間，北美洲板塊與最後一塊外來地塊合併，現今位於特賴恩河流域下方。該地塊由一連串海底山組成，而這些海底山後來在3,400萬年前被抬升，成為現今的俄勒岡海岸山脈和圖拉丁山脈（西山）。在韋弗利高地（Waverly Heights）鄰近密爾瓦基的位置有一塊露出的玄武岩，這塊地層位於該地塊的最東面，同時構成了特賴恩河州立自然保護區大部分地區的基礎。
在1,500至1,600萬年前的中新世中期曾經發生火山爆發，混有哥倫比亞河玄武岩群的岩漿經由俄勒岡州東部和華盛頓州的裂縫噴發口，流至俄勒岡州北部的大部分地區，有的甚至流到太平洋。雖然這些玄武岩岩漿已在馬肯山（Marquam Hill）下的西山、霍伊特植物園和波特蘭森林公園最陡峭的山坡上留下痕跡，但它們四處流動並未完全覆蓋流域內的韋弗利山地層（Waverly Hills Formation）。
從大約300萬年前開始，地殼的拉伸斷裂導致博林火山區一帶出現小型火山爆發，並至少持續到更新世晚期。後來，博林火山區從波特蘭和圖拉丁向西延伸至華盛頓州的巴特爾格朗德，向南延伸至桑迪，並東延至博林。火山區內的其中兩座火山（西爾瓦尼亞山和庫克小方山）均位於溪流流域內。西爾瓦尼亞山的火山爆發活動引致大量火山灰羽流和岩漿覆蓋部分韋弗利高地和哥倫比亞河玄武岩。
大約1.5萬年前，源自愛達荷州北部克拉克福克地區的米蘇拉洪水（或稱布雷茲洪水）多次淹沒哥倫比亞河流域。這類冰河時期的洪災帶來了大量碎片和沉積物，並在威拉米特河谷形成了新的氾濫平原。在兩次大洪水之間的一段長時間裏，乾燥的風經由堆積作用把沉積物轉化為淤泥。這些淤泥在海拔90米以上的區域覆蓋了熔岩，而沙子和礫石則在低海拔區域覆蓋基岩。

## 流域

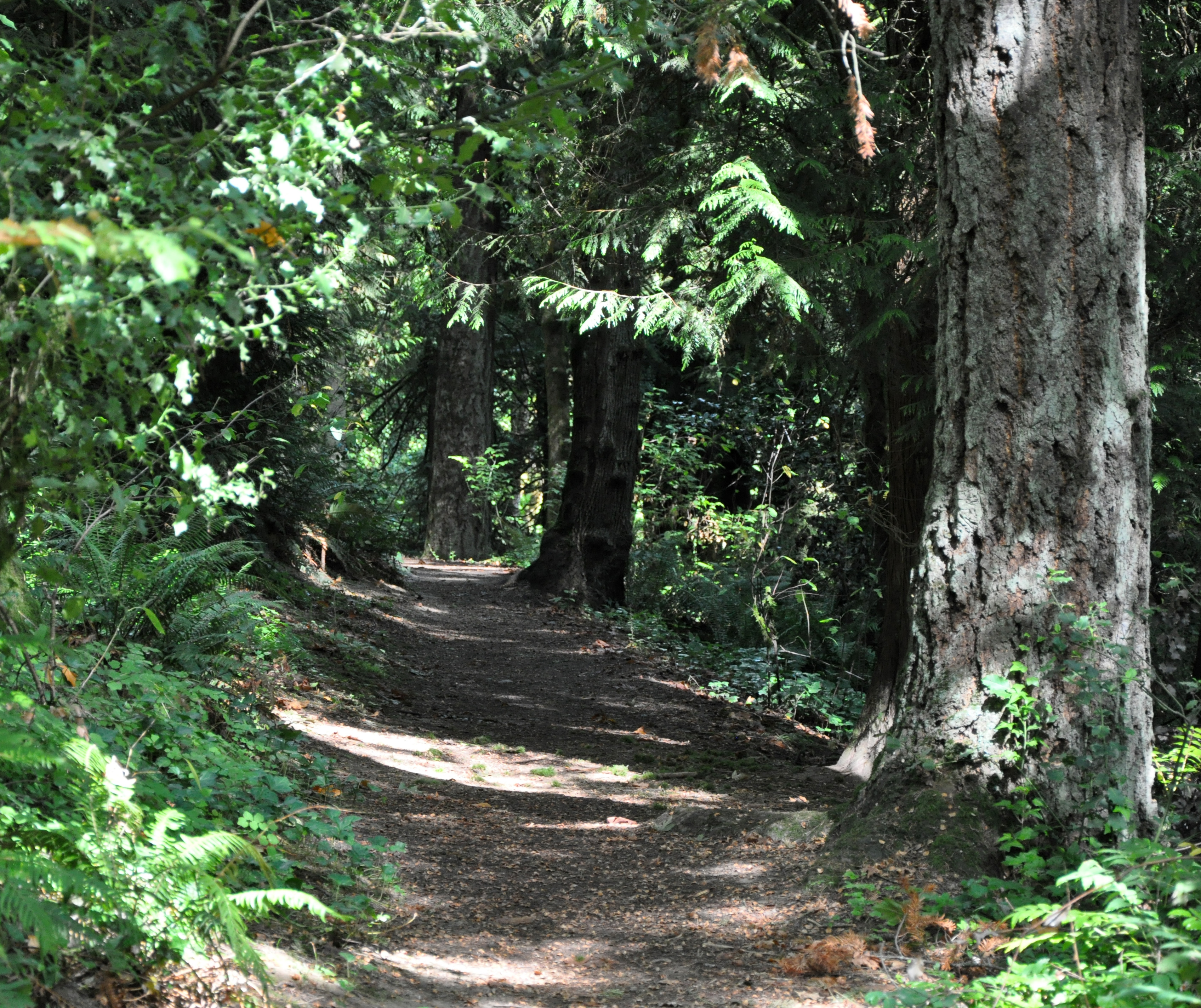
馬歇爾公園內的小徑，縱貫特賴恩河附近的森林

特賴恩河流域佔地約17平方公里（6.5平方英里）。其中，大约80%流域面積在波特兰市区范围内，其余20%分布在萊克奧斯韋戈市、姆爾特諾默县和克拉克默斯县。這四個地區與俄勒岡州擁有的州立自然保護區管轄區域交錯重疊。特赖恩河流域與多個水體接壤，分別有位於西部和西北部的范諾溪、北部的史蒂文斯溪（Stephens Creek）、東部的威拉米特河、南部的奧斯韋戈湖。流域內鋪設了超過110公里（70英里）的地面街道，其中包括5號州際公路、99W號俄勒岡州州道、43號俄勒岡州州道、布恩斯渡轮路、泰勒斯渡轮路和特威利格大道。
流域年降水量约890毫米（35英寸），几乎全部来自雨水。夏天气候干燥，大部分降雨集中在10月至5月之间。流域的海拔範圍由3米至300米（10英尺至970英尺）不等，最高點位於圖拉丁山脈內的希爾瓦尼亞山，而最低點則是河流與威拉米特河的交匯處。流域内約有60%至75%的斜坡其坡度都超過30度，而靠近水源的斜坡更為陡峭。另外，流域內約有24%的土地被不透水表面覆蓋。這類表面以及位於該區下方相對不透水的淤泥和粘土，均導致特賴恩河及其支流出現快速徑流和低速基流现象。特赖恩河和其他支流合共長約43公里（27英里），當中有5公里（3英里）穿過涵洞或管道。雖然1996年的洪水在區內誘發山泥傾瀉，嚴重破壞河流和支流的河床河岸，但並未對流域造成重大財產損失。
2019年，約有兩萬人居住在流域內。根據俄勒岡州土地保護與發展部的土地使用分區報告，流域有71%的土地屬於住宅用地，其次是佔16.5%的公園和露天場所用地，另有7.5%屬於商住混合用地，而商業、公用事業設施和工業用地則分別各佔2.5%、1.5%和1%。波特蘭都會區的地區政府麥德龍則指，公园和自然区约占流域整體的21%，而其余大部分则是单户住宅。

### 支流
特賴恩河共有七條支流，由河口至河源排序它們分別是蕁麻溪、帕拉丁山溪、紅狐溪、帕克溪、特賴恩河東汊、阿諾德溪、墜落溪。其中，阿諾德溪和墜落溪均是特賴恩河的重要支流。阿諾德溪面積最大，佔地3.1平方公里（1.2平方英里），佔河流流域總面積約18%。墜落溪流域面積則為1平方公里（0.4平方英里），佔流域整體約6%。

### 水質
俄勒岡州環境質素部在1970年代開發了俄勒岡州水質指數，旨在為不同地點的總體水質進行評級。指數共分五級，分別是最差、較差、合理、較佳、最佳。1997年，波特蘭市環境服務局把水質指數納作監測特賴恩河的其中一項工具。2019年，環境服務局發表該州水質指數，其中河流的大腸桿菌、總懸浮固體和養分（磷和硝酸鹽氮）含量被評為較差，而溶解氧和河水酸鹼度則獲評最佳，整體指數屬較差水平。雖然水質較差，但河流未有出現優養化等水質污染現象。另外，俄勒岡州於1998年把河流列為水質受限區域，並把原因歸咎於幹流下游8公里（5英里）處以及蕁麻溪、阿諾德溪、墜落溪等地的水溫過高，超過了當地制定適合夏季鮭魚養殖和洄游魚類通過的水溫上限。環境服務局把河水溫度大致分為兩類，其中適合魚類產卵的水溫標準為13°C，而飼養標準則為18°C。然而，科研人員曾在為期3個月的夏季實地考察中以記錄儀收集河水溫度數據，錄得7天的平均最高溫度為18°C，結果顯示有22日水溫達到或超過18°C。
波特蘭市環境服務局在流域設有三個監測站來測量水質，其中兩個位於流域上游5號州際公路和巴伯爾大道附近，第三個則設於距離河口約4.3公里（2.7英里）的西南布恩斯渡輪道。該局在測量水質著重於溶解氧、養分和總懸浮固體等指標。河流的非點源污染主要來自城市環境，而點源污染則包括兩個位於上游流域的主要雨水排放口。這兩個雨水排放口的排水覆蓋上游流域149公頃（368英畝）土地，並為河流帶來佔總數一半的總懸浮固體。環境服務局其後設立總最大日負荷，訂立在滿足水質標準的同時水體可以接受的最大污染物量，並根據總最大日負荷值來設定污染物減排目標。雖然上述問題逐漸得到改善，但河水水溫仍未達到最低標準，主要原因歸咎於人類在流域內的發展導致河岸植被消失，因而增加太陽直射河流的機會。

### 年度報告卡
2015年起，波特蘭市環境服務局開始為流經市內的河溪發布年度報告卡。年度報告卡以水質、水文、棲息地、魚類和野生動物這四個重要指標來介定河溪的健康狀況，並把分數劃分為A+至F級。2019年，環境服務局發布特賴恩河年度報告卡，河流的水文等級屬B級，水質等級為B-級，棲息地為B+級，而在魚類和野生動物方面則取得D+級。報告指出，流域內有著大量人工建築，下雨時大量雨水會經由這類不透水的表面流入河流，引起侵蝕並帶來沉積物。同時，這類未經處理的地表徑流亦會為河流帶來污染物，加上下水道老化引起的污水洩漏，使河流水質未達標準。報告又指流域內較優秀的棲息地位於特賴恩河州立自然保護區，其餘部分有待改進，而涵洞阻礙迴游魚類前往上游亦是其中一項減分因素。在魚類和野生動物方面，涵洞的阻礙導致河流在魚類一項得分較低，而大型底棲無脊椎動物和鳥類的得分則尚可。

## 歷史
根據考古資料，美國原住民居於俄勒岡州北部喀斯喀特山脉的歷史可以追溯到一萬年以前。大約在2,000年至3,000年前，距離特賴恩河河口約8公里（5英里）、威拉米特河東側的克拉克默斯河流域曾是原住民克拉克默斯人的家園。這群克拉克默斯人是支努干人的子群，居於哥倫比亞河中下游（切利洛瀑布至太平洋）一帶。克拉克默斯人的領土範圍由威拉米特河下游，延伸至威拉米特瀑布與哥倫比亞河的匯合處（即現時的俄勒岡城）。1806年，路易斯與克拉克遠征隊一度到訪當地，當時克拉克默斯部落由11條村莊組成，共有1,800人。然而，天花、瘧疾、麻疹等傳染病侵襲該地，導致部落人數在1851年急跌至只餘下88人。1855年，克拉克默斯部落與聯邦政府簽署《卡拉普亞條約》，以土地換取政府的保護，以及補給、教育、健康等福利保障。另外，一批支努干人和姆爾特諾默人則居於距離特賴恩河河口約27公里（17英里）的索維島上。根據路易斯與克拉克的估計，1806年時島上共有5條村莊，約有800名姆爾特諾默人居住於此，但傳染病導致他們在19世紀後期瀕臨滅絕。同樣在19世紀，歐裔美國人分別以這兩批原住民的名稱來為俄勒岡州兩縣命名。
1850年，擁有歐洲血統的拓荒者老蘇格拉底·霍奇克斯·特賴恩在特賴恩河峽谷南端建立「捐贈地」 （页面存档备份，存于）。五年後，特賴恩去世，並把土地留給其妻弗朗西絲。這片土地後來輾轉落入不同親戚手上，包括小蘇格拉底·特賴恩（Socrates Tryon, Jr.），及後他在1874年把這幅面積約2.61平方公里（645英畝）的土地售予俄勒岡鋼鐵公司。在接下來的25年之間，公司砍伐了區內的原始雪松和冷杉，用於修建位於萊克奧斯韋戈的鑄鐵廠。公司在伐木期間所修築的道路後來成為特賴恩河州立自然保護區的舊鐵山小徑（Old Iron Mountain Trail）。1900年，峽谷上部發生火災，現時在保護區內的自然中心和大冷杉小徑（Big Fir trails）附近仍殘留著當時遭燒焦的枯立木。1912年至1961年，伐木業在峽谷北部再度復興，伐木公司在該處修建鋸木廠和蒸汽輔助引擎，用以生產鐵路枕木和旗桿等商品。另外，伐木公司在1950年代亦曾於峽谷南部伐木。1962年10月上旬，哥倫布日風暴吹襲太平洋西北地區，期間吹倒峽谷內許多剩餘的樹木。
當地政府在1950年代便致力在特賴恩河沿岸建立公園。1969年，姆爾特諾默縣政府購入18公頃（45英畝）土地，打算建造一個大型區域公園，為此尋求公民的幫助。同一時間，房地產商不斷在河流流域內進行大規模的住宅開發，引起當地居民對流域健康的反思，從而成立以保護當地自然資源為目標的非營利組織「特賴恩河之友」（Friends of Tryon Creek）。在雙方的合作下，時任俄勒岡州州長湯姆·麥考爾在1970年宣佈成立特賴恩河州立公園。在往後數年，州政府購入超過240公頃（600英畝）的土地並撥入公園範圍，另在數以百計志願者的協助下修建了自然中心和小徑等設施。1975年7月，特賴恩河州立公園正式投入使用，後來更名為特賴恩河州立自然保護區。
1996年2月，受到強降雨加上融雪的影響，波特蘭地區發生嚴重的水災。除了洪水和泥石流，特賴恩河流域還出現嚴重的山體滑坡，河岸和河床亦受破壞。後來，河岸侵蝕對流域的水質造成損害，導致俄勒岡州環境質素部一度把河流列入受損水體清單。2009年，美國魚類及野生動物管理局派員清除河流的污染物和修復河源，並在河流兩岸種植原生灌木和草本植物。

## 生態

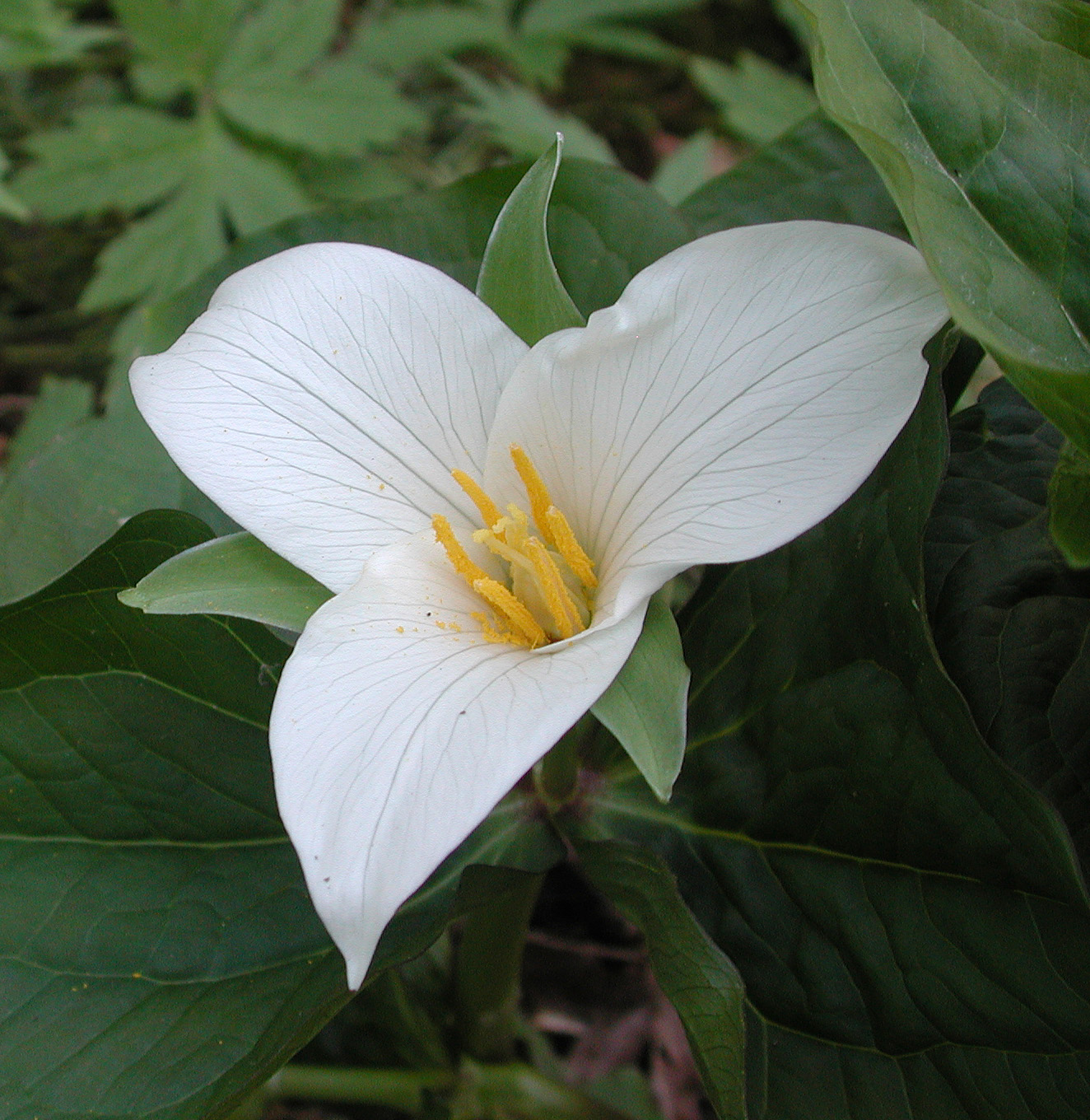
太平洋延齡草在保護區內綻放

特賴恩河流域位於威拉米特河谷生態區內，該區以落葉植物和松柏植物組成的森林和廣闊濕地為特徵。隨著大規模農業自1800年代中期興起，加上水電和城市開發、策略燒除和清除氾濫平原等人為干擾，該區的森林逐漸被針葉林主導。流域約有37%的土地被森林覆蓋，常見樹種包括美國赤楊、大葉槭、花旗松、美西側柏以及加州鐵杉。在特賴恩河州立自然保護區內，森林下層植被長有許多延齡草，每年春天它們便會盛開。保護區內亦長有超過90餘種野花和腎蕨等植物。另外，流域多地出現不少入侵植物，其中包括常春藤、喜馬拉雅黑莓、歐洲冬青、蔥芥和西部鐵線蓮。
沿著自然保護區幹流下游一帶，河岸帶和氾濫平原的狀態相對完好。馬歇爾公園的氾濫平原基本完好，但公園上部邊緣被住宅包圍。阿諾德溪擁有超過30米（100英尺）的河岸走廊，且狀態良好。但是，墜落溪的河岸帶被房屋包圍，狀況不佳。原生植物被移除會引致受損的河岸帶和氾濫平原加劇侵蝕作用，並衍生河岸垮塌、沉積加劇、缺乏遮蔭和河溪水溫上升等問題。
特賴恩河是硬頭鱒和銀鮭的棲息產卵地，這樣的河流在波特蘭都會區內實屬少見。俄勒岡州魚類和野生動物部於2002年進行調查，發現銀鮭、帝王鮭、硬頭鱒和沿海割喉鱒在整年的不同時間，均會出現於不同河段。棲息於河內的鱒魚和鮭魚數量不多。以沿海割喉鱒為例，魚類和野生動物部在2012年至2016年間只錄得約250條棲息在河流內。另外，逾60種鳥類在流域一帶出沒，包括庫柏鷹、大藍鷺、翠鳥、紅眼雀、太平鳥和鷦鷯等。一些常見的哺乳動物和兩棲動物亦在流域棲息，如蝙蝠、郊狼、鼴鼠、兔子、臭鼬、青蛙、蠑螈、蛇和烏龜等。

## 公園

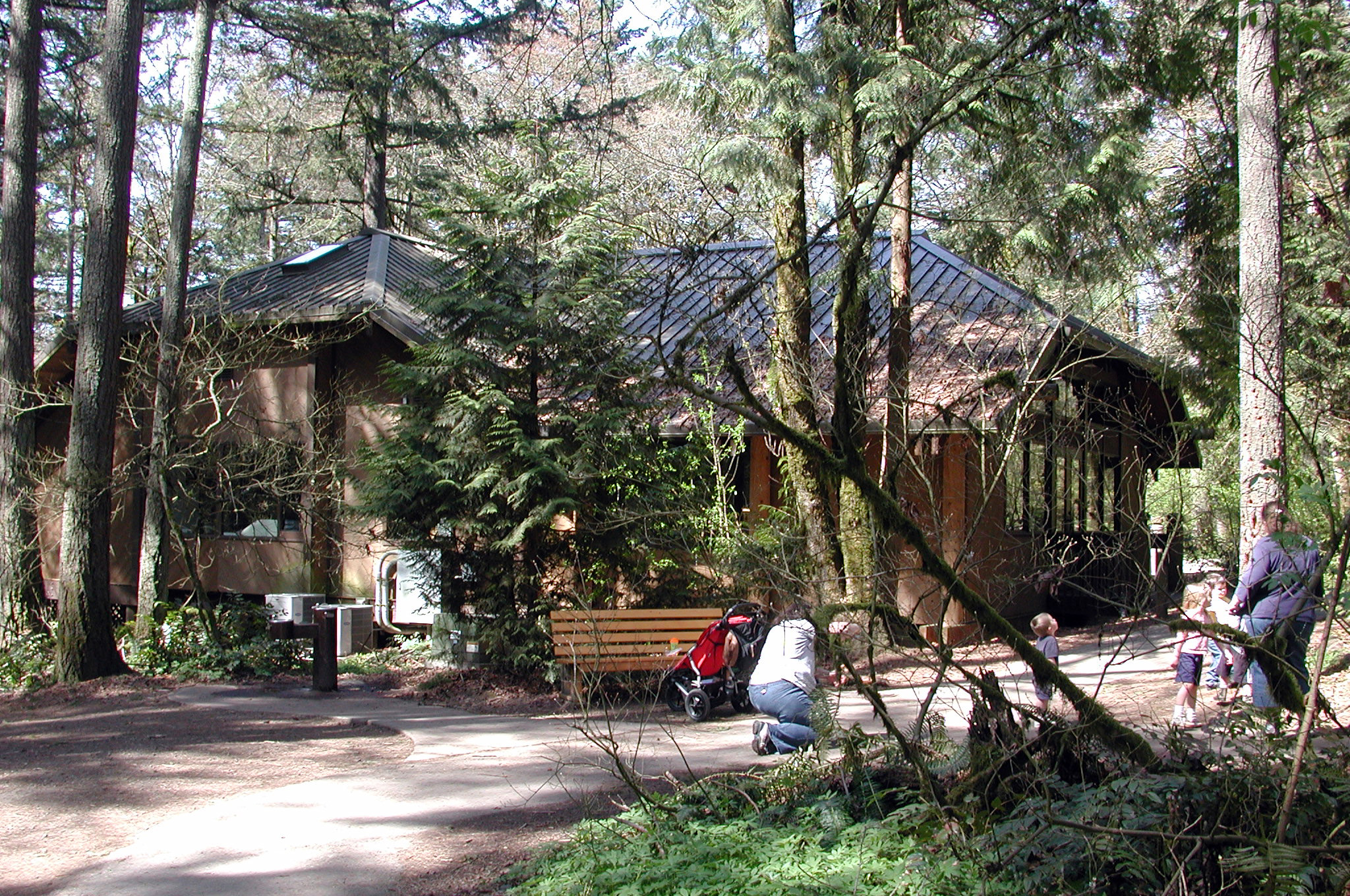
自然保護區內的自然中心

流域內設有數個公園。特賴恩河州立自然保護區是波特蘭都會區內唯一的州立公園，佔地250公頃（630英畝），面積較其他同樣位於流域內的公園為大。保護區內築有一條長約5公里（3英里）的自行車道，沿著保護區東邊的特威利格大道延伸。這條自行車道同時屬於波特蘭都會區綠道系統「40英里環路」（40-Mile Loop）的一部分。區內同時設有長約8公里（5英里）的馬道，公眾可騎馬穿越樹林。除了上述的自行車道和馬道外，公眾亦可使用園內長約13公里（8英里）的遠足徑來健行。另外，保護區內的自然中心設有禮品店、大教室、教育展覽空間和兒童遊樂區等設施。
河流除了流經自然保護區中部外，亦流經馬歇爾公園。馬歇爾公園一帶原先是廢棄採石場，經人為改造後才成為現今所見的自然區域。公園位於西爾瓦尼亞山西北部山丘的峽谷中，佔地約11公頃（26英畝）。園內有一個由巨石構成的瀑布。另外，園內設有遠足徑、遊樂場、野餐區等設施，其中遠足徑系統內更包含一條橫跨特賴恩河的小型石橋。
除了上述兩個公園外，流域內的公園還包括佔地6公頃（15英畝）的西波特蘭公園（West Portland Park），以及佔地7公頃（17英畝）的馬里卡拉自然保護區（Maricara Natural Area）。